# 1494
1494 (MCDXCIV) fue un año común comenzado en miércoles del calendario juliano.

## Acontecimientos
- 6 de enero: Cristóbal Colón funda la villa La Isabela en la costa norte de La Española, segunda colonia de España en América tras la destrucción del Fuerte Navidad.
- 29 de mayo: el reino de Castilla sufre la mayor derrota de la historia del ejército de tierra en el Barranco de Acentejo (Taoro, Achineche, Tenerife). La batalla será bautizada como la Matanza de Acentejo.
- 7 de junio: el reino de Castilla firma con el de Portugal el Tratado de Tordesillas.
- En agosto: Carlos VIII de Francia inicia las guerras de Italia (lo que provocaría entre otras cosas la independencia de Pisa del gobierno de Florencia).
- 14 de septiembre: en Baoshan (provincia de Yunnan, China)  sucede un terremoto con «muchos muertos».
- 9 de noviembre: Son expulsados los Medici de Florencia.
- 20 de diciembre: los Reyes Católicos de España dictan el fuero para Las Palmas, capital del archipiélago canario.

### Sin fecha
- En Japón, Hojo captura de la ciudad de Odawara.

## Ciencia y tecnología
- Lorenzo Valla traduce los escritos del historiador griego Heródoto.

## Nacimientos
- Hatice Sultan, princesa otomana, hija de Selim I y hermana de Suleimán I el Magnífico
- 1 de marzo: Francesco Ubertini (Bacchiacca), pintor italiano (f. 1557).
- 24 de marzo: Georgius Agricola, alquimista, químico y mineralogista alemán (f. 1555).
- 5 de noviembre: Hans Sachs, poeta alemán.
- 6 de noviembre: Suleimán I el Magnífico, sultán otomano.
- Pedro de la Gasca, sacerdote, político y militar español.

## Fallecimientos
- 18 de abril: Domenico di Michelino, pintor florentino.
- 24 de septiembre: Angelo Poliziano, poeta y humanista italiano.
- 17 de noviembre: Pico della Mirándola, humanista italiano.